# Adolf Hartmann (Chemiker)
Adolf Hartmann (* 29. Januar 1882 in Schinznach-Dorf; † 29. November 1959 in Aarau) war ein Schweizer Lebensmittelchemiker und Quellengeologe.

## Leben
Auf dem elterlichen Bauernhof lernte er von Kindheit an, sein Tagewerk zu erfüllen, bevor er nach dem Besuch der Bezirksschule seines Heimatortes Schinznach in die technische Abteilung (heutige Realabteilung) der Kantonsschule Aarau eintrat. 1901 immatrikulierte er sich an der Eidgenössischen Technischen Hochschule für die naturwissenschaftliche Studienrichtung. In der Minimalzeit von sechs Semestern erwarb er 1904 das Diplom in physikalisch-chemischer Richtung. Seine Dissertation trug den Titel «Über die Einwirkung alkoholischer Schwefelsäure auf Aryl-Hydroxylamine und Aryl-Azide».
Nach Tätigkeiten an der Kantonsschule Trogen, als Assistent am chemischen Laboratorium der ETH, als Lehrer an der Landwirtschaftlichen Winterschule Brugg und als Chemiker in der Chemischen Fabrik Brugg begann 1905 das vielseitige Schaffen Hartmanns in Aarau. Er inspizierte während vier Jahren fast sämtliche Wirtschaften und Verkaufsstellen alkoholischer Getränke des Kantons. 1909 wurde das Amt des Kantonschemikers vom Lehramt an der Kantonsschule abgetrennt, und der Regierungsrat wählte Hartmann zum Hauptlehrer für Chemie und andere naturwissenschaftliche Fächer an der Kantonsschule, wo ihm seine natürliche pädagogische Begabung zugutekam. Während vierzehn Jahren war er Konrektor der Schule und während zwanzig Jahren sehr aktives Mitglied des aargauischen Erziehungsrates. Neben seiner Tätigkeit für Schule und Erziehung widmete er sich zahlreichen weiteren Aufgaben, so dem Kampf gegen den Alkoholismus und für eine alkoholfreie Früchteverwertung. 1915 hatte er anlässlich einer Forschungsreise nach Niederkalifornien den dortigen Obstbau und die alkoholfreie Früchteverwertung kennengelernt.

## Berufsausübung
- Laborassistent
- Landwirtschaftliche Winterschule Brugg: Lehrer
- Chemiker
- Kantonsschule Aarau: Assistent, Hauptlehrer für Chemie und Naturwissenschaften[2]

## Publikationen (Auswahl)
- Über die Einwirkung alkoholischer Schwefelsäure auf Aryl-Hydroxylamine und Aryl-Azide. Diss., 1905.